# A Midsummer Night's Gene
Esto cuento no es El sueño de una noche de verano de William Shakespeare

A Midsummer Night's Gene (El gen de una noche de verano) es una parodia de El sueño de una noche de verano. Esta obra de Andrew Harman, publicado en 1997 de Random House, es similar al argumento de la obra Shakespeare.
La farsa, como El sueño de una noche de verano, es difícil para comprender porque cambia escenas y argumentos internos.
- Datos: Q4658236